# 2019年鐵路
此條目列出2019年發生有關鐵路運輸的事件。

## 事件

### 1月
- 1月1日：三亞有軌電車T1線通車。
- 1月2日：發生2019年丹麥大貝爾特橋列車意外，造成6人死亡16人受傷。
- 1月5日，瀋陽渾南現代有軌電車4號線瀋陽南站至世紀大廈站、6號線瀋陽南站至桃仙機場站開通試運營。
- 1月8日：重庆轨道交通环线发生意外。一辆列车运行至海峡路至南湖区间时撞上侵入限界的人防门，导致海峡路至海棠溪区间列车停运[1]。
- 1月10日：德克薩斯鐵路（英语：TEXRail）正式開放通車。
- 1月11日：重慶軌道交通环线东北半环和4号线一期工程的换乘站民安大道站啟用。
- 1月13日：武吉班讓輕軌十里廣場站永久關閉。
- 1月22日：聖地牙哥地鐵3號線（英语：Santiago Metro line 3）解放者站至費爾南多·卡斯蒂略·貝拉斯科站通車。
- 1月23日：溫州軌道交通S1線通車，來往桐嶺站至奧體中心站。
- 1月24日：卡薩布蘭卡電車（英语：Casablanca Tramway）1號線學院站至利薩斯法站、2號線阿努瓦爾站至薩伊迪·貝爾努西站通車。
- 1月25日：諾伊達地鐵水藍線51區站至車廠站通車。
- 1月26日：因斯布魯克電車2號線、5號線萊比錫廣場站至奧運村（安德蘭大街）站通車。
- 1月26日：洛杉磯軌道交通藍線啟動改善工程，包括信號系統和基礎設施升級，路線將關閉六個月[2]。
- 1月31日：天津地鐵5號線由丹河北道站北延一站至北辰科技園北站。

### 2月
- 2月2日：波爾多電車C線瓦茨拉夫·哈維爾高中站至維勒納夫·比利牛斯站通車。
- 2月10日：清奈地鐵藍線會計總處-醫務局站至洗衣工人村站通車。
- 2月11日：佛羅倫斯電車2號線統一站至佩雷托拉-機場站通車。
- 2月11日：停運15年後，舊金山灣區捷運系統舊金山國際機場－密爾布瑞線重啟平日營運。
- 2月11日：伊茲密特電車漿紙公園站至海濱路站通車。
- 2月17日：新南威爾士州紐卡素輕鐵紐卡素交匯站至紐卡素海灘站通車[3]。
- 2月19日：武漢地鐵2號線由光谷廣場站延長至佛祖嶺站。

### 3月
- 3月2日：巴塞隆拿地鐵10號線普羅文薩那站啟用。
- 3月3日：阿姆斯特丹地鐵51號線改以隔離器路站為終點站，原南站至阿姆斯特爾芬／西區站區間取消，以便進行改造工程。
- 3月3日：孟買單軌列車二期（瓦達拉車廠站至雅各迴旋處站）通車。
- 3月4日：古吉拉特地鐵（英语：Gujarat Metro）瓦斯特拉爾村站至成衣園站通車。
- 3月8日：那格浦爾地鐵希塔布爾迪站至卡普里站正式通車，勒克瑙地鐵1號線交通城站至喬達里·查蘭·辛格國際機場站、查巴格站至蒙希普里亞站正式通車，德里地鐵藍線諾伊達市中心站至諾伊達電子城站、紅線迪爾沙德花園站至新巴士站正式通車。
- 3月10日：埃斯基謝希爾電車（英语：EsTram）杜鵑花站至市醫院站通車。
- 3月12日：伊斯坦布爾市郊鐵路馬爾馬雷鐵路吉布澤至哈爾卡利恢復營運。
- 3月16日：JR北海道根室本線初田牛站、直別站、尺別站，大糸線簗場滑雪場前站廢站。JR西日本山陰本線梅小路京都西站，JR九州筑肥線糸島高校前站，大船渡線BRT唐桑大澤站、西下站（日语：西下駅），氣仙沼線BRT岩月站啟用。JR西日本大阪東線放出站至新大阪站區間通車。富山地方鐵道不二越線開設榮町站。
- 3月16日：弗賴堡電車（英语：Trams in Freiburg im Breisgau）海因里希·馮·施特凡大街站至歐洲廣場站通車。
- 3月18日：兩列港鐵荃灣綫列車於清晨進行信號系統測試期間於中環站附近相撞，其中一部列車車身偏離路軌，涉事兩名車長需送院治理。受事故影響，荃灣綫金鐘至中環站之間須全日暫停列車服務。[4]
- 3月19日：錦川鐵道錦川清流線開設臨時站清流見晴站。
- 3月20日：海得拉巴地鐵藍線阿米爾佩特站至高科技園區站正式通車。
- 3月23日：馬德里地鐵7號線梣溪站啟用。
- 3月23日：山田線恢復全線通車，但宮古站至釜石站段改由三陸鐵道營運，南谷灣線和北谷灣線統一成谷灣線。谷灣線上另有拂川站與八木澤·宮古短大站啟用。
- 3月24日：雅加達地鐵南北線一期線路（布陸斯谷站至印度尼西亞大酒店迴旋處站）通車。[5]。
- 3月31日：金澤海岸線金澤八景站改為正式車站。

### 4月
- 4月1日：石勝線夕張支線廢線。
- 4月1日：济南轨道交通1号线工研院站至方特站正式商业运营。
- 4月7日：德黑蘭地鐵6號線烈士廣場站至道拉塔巴德站通車（不包括中途站，傳教站除外）。
- 4月10日：哈爾濱地鐵1號線三期（新疆大街站至同江路站）正式开通初期运营。
- 4月20日：常磐線J村站啟用。
- 4月20日：堪培拉輕軌岡加林廣場站至阿林加街站通車。
- 4月22日：泰柬鐵路完全恢復通車。
- 4月25日：巴拿馬地鐵2號線聖米格利托站至新托庫門站通車。
- 4月26日：丹佛輕軌G線聯合車站至麥嶺及沃德站通車
- 4月26日：福州地鐵2號線苏洋站至洋里站投入試運營[6]。
- 4月30日：奧胡斯輕軌（英语：Aarhus Letbane）2號線山邊教堂站至呂斯楚普站通車，與國鐵共用軌道的1號線奧胡斯火車總站－格雷納站區間亦於同日開始運行。

### 5月
- 5月8日：多哈地鐵紅線卡薩爾站至沃克拉站通車。
- 5月17日：丹佛輕軌E、F、R線林肯站至嶺關公園道站通車[7]。
- 5月18日：鳳凰城輕鐵梅薩道站至吉爾伯特路／大街站通車[8][9]。
- 5月19日：蘭斯台德鐵路爪哇大道站至蘭辛厄爾蘭／祖特爾梅爾站通車。
- 5月20日：鄭州地鐵5號線通車，是鄭州第一條環狀鐵路。
- 5月25日：瀋陽地鐵9號線（怒江公园站至建筑大学站）通車。
- 5月26日：悉尼地鐵西北線塔拉旺站至車士活站通車。
- 5月26日：長沙地鐵4號線（罐子岭站至杜家坪站）通車。
- 5月31日：哥本哈根－靈斯泰茲高速鐵路開始營運。

### 6月
- 6月3日：布宜諾斯艾利斯地鐵E線玻利瓦爾站至雷蒂羅站通車。
- 6月3日：君士坦丁電車（英语：Constantine Tram）1號線祖亞吉·蘇萊曼站至卡德里·易卜拉欣烈士站通車。
- 6月3日：莫斯科地鐵內克拉索夫卡線科西諾站至內克拉索夫卡站通車。
- 6月6日：南寧軌道交通3號線科園大道站至平良立交站通車。
- 6月15日：開羅地鐵3號線金字塔站至太陽體育會站通車。
- 6月17日：斯特拉斯堡電車（英语：Strasbourg tramway）E線勃克林站至羅伯特索歇腳中心站通車。
- 6月20日：莫斯科地鐵索科利尼基線莎拉里耶沃站至科穆納爾卡站正式通車。
- 6月21日：滑鐵盧區輕鐵哥尼斯多加站至費爾維站通車。
- 6月22日：弗羅茨瓦夫電車（英语：Trams in Wrocław）16號線塔爾諾加伊站至動物園站通車。
- 6月23日：蘭州軌道交通1號線一期工程（东岗站至陈官营站）正式开通试运营，本条线路是兰州市的第一条轨道交通干线。
- 6月24日：杭州地鐵5號線首通段（良睦路站至善贤站）开通试运营。
- 6月26日：河北省石家庄地铁1号线二期工程（洨河大道站至福泽站）实现载客试运营。
- 6月28日：新疆维吾尔自治区乌鲁木齐地铁1号线南段（八楼站至三屯碑站）开通。
- 6月28日：尼斯電車2號線瑪尼昂站至讓·梅德桑站通車。
- 6月30日：浙江省宁波轨道交通3号线一期（高塘桥站至大通桥站）通车试运营。
- 6月30日：江西省南昌地铁2号线后通段（地铁大厦站至辛家庵站）开通试运营。

### 7月
- 7月1日：重慶軌道交通環線加設彈子石站、羅家壩站。
- 7月1日：首爾地鐵9號線第一期路段營運公司由首尔9号线运营改為首尔市地铁9号线。
- 7月5日：貝爾格萊德電車11號線主人公酒館站至新貝爾格萊德火車站，13號線馬場站至新貝爾格萊德火車站通車。
- 7月5日：薩姆松電車5月19日大學行政大樓站至宿舍站通車。
- 7月10日：布達佩斯電車1號線埃特勒大街/白堡大街站至克倫費爾德車站通車。
- 7月27日：卡昂電車（英语：Caen tramway）1號線埃魯維爾聖克萊爾站至伊夫-讓·維拉爾站、2號線卡昂-第二校區站至卡昂-半島站、3號線城堡-夸特朗站至弗勒里-霍金書院站通車，完成重建。
- 7月27日：馬什哈德地鐵2號線沙里亞蒂站至卡維赫烈士站通車。

### 8月
- 8月9日：曼谷大眾運輸系統素坤逸線由慕七站延長至叻拋五岔路口站。
- 8月10日：上海松江有軌電車2號線環線通車。
- 8月24日：平成筑豐鐵道令和COSTA行橋站啟用。
- 8月26日：聖保羅地鐵15號線聯邦村站至高原花園站段通車。

### 9月
- 9月1日：聖彼得堡電車59號線導師大道站至發射裝置廠工人街站通車。
- 9月2日：東京急行電鐵改名東急電鐵。
- 9月2日：蘇黎世電車2號線染布場站至施利倫山羊牧場站段通車。
- 9月4日：科契地鐵馬哈拉惹書院站至代古淡站段通車。
- 9月14日：渥太華輕鐵聯邦線布萊爾站至特尼牧場站通車[10]。
- 9月15日：華沙地鐵2號線維爾紐斯車站至特拉凱站通車。
- 9月17日：港鐵東鐵綫紅磡站發生出軌事故。
- 9月19日：鄭州地鐵14號線一期工程（铁炉站至奥体中心站，其中3座车站暂缓开通）开通初期运营。
- 9月21日：常州地鐵1號線通車。
- 9月21日：曼谷地鐵藍線曼瓦車站（英语：Bang Wa MRT station）至朗松車站（英语：Lak Song MRT station）站段通車。
- 9月24日：北京地鐵機場線改名為首都機場線。
- 9月25日：武漢地鐵4號線黃金口站至柏林站通車。
- 9月26日：北京地鐵大興機場線通車，京雄城际铁路部分通车，西安地鐵1號線後衛寨站至灃河森林公園站通車。
- 9月28日：深圳地鐵5號線前海灣站至赤灣站段通車，徐州地鐵1號線通車，寧波軌道交通3號線鄞奉段首通段（高塘桥站至明辉路站）通車，無錫地鐵1號線長廣溪站至南方泉站通車，溫州軌道交通溫州軌道交通S1線奧體中心站至雙甌大道站通車。
- 9月28日：金浦都市鐵道通車。
- 9月28日：德黑蘭地鐵6號線烈士廣場站至伊瑪目·侯賽因站通車。
- 9月29日：西安機場城際軌道通車。
- 9月29日：哥本哈根地鐵城市環線（英语：City Circle Line）通車[11]。
- 9月30日：鹿特丹地鐵B線斯希丹中央站至荷蘭角港站通車。

### 10月
- 10月1日：沖繩都市單軌電車北延至日子浦西站，東急改為東急電鐵。
- 10月3日：聖彼得堡地鐵伏龍芝-海濱線國際站至舒沙雷站段通車。
- 10月4日：德里地鐵灰線（英语：Grey Line (Delhi Metro)）通車。
- 10月5日：受通過禁蒙面法示威影響，大量港鐵車站遭受破壞，港鐵全線停駛，幾日後方陸續恢復正常。
- 10月12日：超強颱風海貝思橫過日本中部地區，北陸新幹線沿線以及長野車輛基地10列列車遭到洪水淹浸，被迫停運。
- 10月18日：聖地牙哥地鐵加價引發示威一週，大量示威人士逃票抗議不果，大肆破壞各個地鐵站，被迫全線停運兩日。之後仍有零星的破壞。
- 10月19日：阿維尼翁電車（英语：Trams in Avignon）通車。
- 10月30日：里約熱內盧輕軌3號線通車。

### 11月
- 11月2日：新加坡地鐵坎貝拉站啟用。
- 11月6日：武漢地鐵8號線野芷湖站至軍運村站通車。
- 11月8日：中歐貨物列車首次通過馬爾馬拉鐵路。
- 11月13日：尼斯電車3號線法蘭西河堤站至聖依西多祿站通車。
- 11月16日：電車沙托克火車站至羅傑·羅什站通車。
- 11月18日：喀山電車太陽城站至米德哈特·布拉托夫站通車。
- 11月21日：郑州地铁1号线二期河南大学新区站开通。
- 11月21日：莫斯科中央直徑線D1和D2線通車。
- 11月21日：地鐵金線阿齊濟耶站至拉斯阿布阿布德站通車。
- 11月22日：里昂電車6號線延長。
- 11月29日：海得拉巴地鐵藍線延長一站。
- 11月30日：相鐵新橫濱線西谷至羽澤橫濱國大通車，並與JR山手貨物線組成相鐵·JR直通線。

### 12月
- 12月2日：維也納電車D線由火車總站東延長。
- 12月4日：素坤逸線北延至農業大學。
- 12月8日：深圳地鐵9號線由紅樹灣南站西延至前灣站。
- 12月8日：安特衛普電車（英语：Trams in Antwerp）1/24號線延長。
- 12月9日：漢堡地鐵1號線（英语：U1 (Hamburg U-Bahn)）奧登菲爾德站啟用。
- 12月10日：澳門輕軌氹仔線通車。
- 12月10日：多哈地鐵紅線機場支線和綠線通車。
- 12月11日：西米蘭德地鐵（英语：West Midlands Metro）延長至伯明翰圖書館。
- 12月14日：悉尼東南輕軌2號線延長。
- 12月14日：尼斯電車2號線延長，波爾多電車D線延長，法蘭西島有軌電車4號線延長。
- 12月15日：日內瓦電車17號線延長。
- 12月15日：倫敦交通局鐵路接管來往帕丁頓至雷丁的列車。
- 12月15日：美因河畔法蘭克福S8/S9線的門戶花園站啟用。
- 12月16日：烏德勒支快速電車（英语：Utrecht sneltram）22號線延長。
- 12月16日：馬賽地鐵2號線熱茲站啟用。
- 12月16日：青島地鐵2號線由芝泉路站延長至泰山路站。
- 12月16日：聖保羅地鐵15號線延長段開始有限度服務。
- 12月20日：廣州地鐵21號線由員村站至鎮龍西站啟用。
- 12月20日：臺鐵屏東線全線完成電氣化。
- 12月21日：格勒諾布爾電車1號線延長。
- 12月21日：首爾地鐵6號線由烽火山站延長至新內站。
- 12月25日：廈門地鐵2號線通車，蘇州軌道交通3號線通車。
- 12月26日：合肥軌道交通3號線通車。
- 12月27日：成都地鐵5號線通車，10號線延長，成都有軌電車蓉2號線延長。
- 12月28日：濟南地鐵3號線通車，天津地鐵1號線延長，鄭州地鐵2號線延長，貴陽地鐵1號線延長。北京地铁7号线双井站及焦化厂至花庄段、八通线土桥至花庄段开通。
- 12月29日：呼和浩特地鐵1號線通車。
- 12月30日：松江有軌電車延長，高明區現代有軌電車示範線通車，京張城際鐵路、呼張客運專線、大張客運專線通車，重慶軌道交通環線及1號線延長[12]。